# Zhongcun (köping i Kina, Shandong)
Zhongcun (kinesiska: 仲村镇, 仲村) är en köping i Kina. Den ligger i provinsen Shandong, i den östra delen av landet, omkring 130 kilometer sydost om provinshuvudstaden Jinan. Antalet invånare är 67 507. Befolkningen består av 33 950 kvinnor och 33 557 män. Barn under 15 år utgör 15,0 %, vuxna 15-64 år 72 %, och äldre över 65 år 12,0 %.
Genomsnittlig årsnederbörd är 912 millimeter. Den regnigaste månaden är juli, med i genomsnitt 310 mm nederbörd, och den torraste är januari, med 4 mm nederbörd.